# Баррейрос (Луго)
Баррейрос (гал. Barreiros, ісп. Barreiros) — муніципалітет в Іспанії, у складі автономної спільноти Галісія, у провінції Луго. Населення — 3244 осіб (2009).
Муніципалітет розташований на відстані близько 460 км на північний захід від Мадрида, 65 км на північний схід від Луго.
Муніципалітет складається з таких паррокій: Кабаркос, Селейро-де-Маріньяос, Рейнанте, Сан-Косме-де-Баррейрос, Сан-Мігель-де-Рейнанте, Сан-Педро-де-Бенкеренсія, Сан-Шусто-де-Кабаркос, Віламартін-Пекено.

## Демографія
Динаміка населення (INE ):

## Галерея зображень

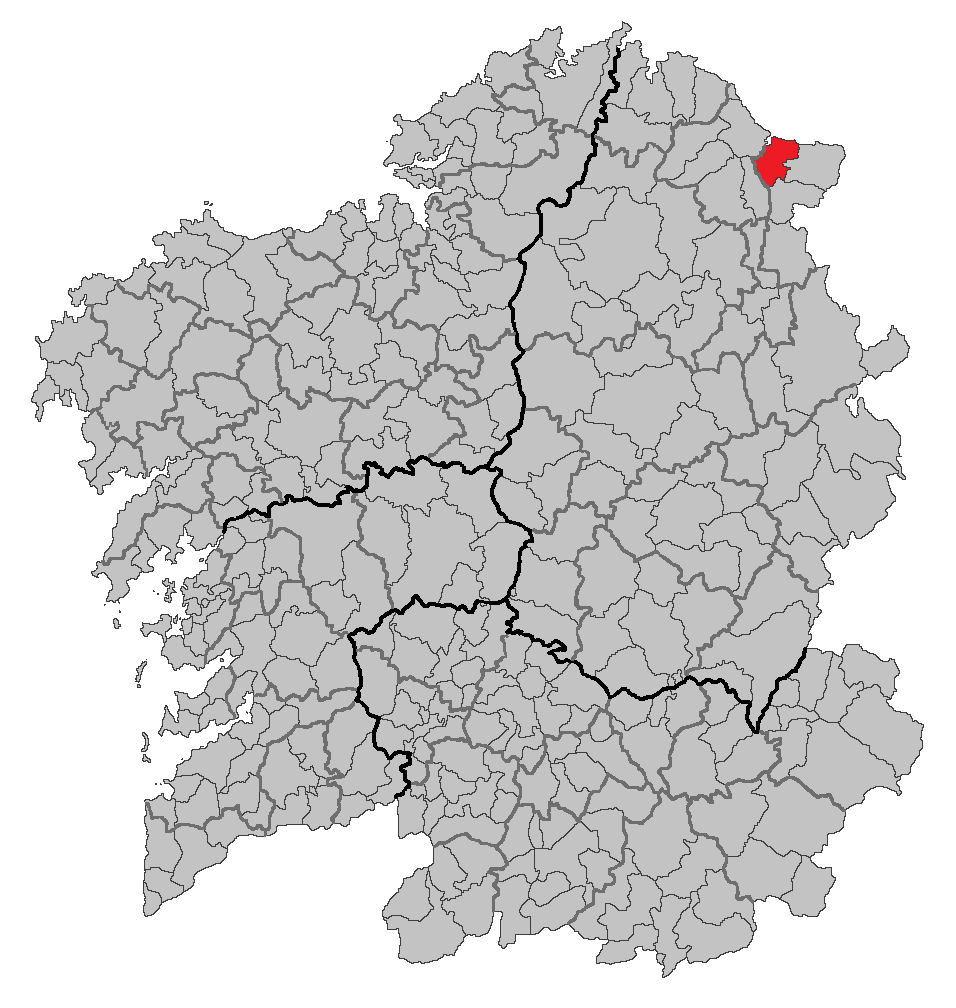
Розташування муніципалітету

## Парафії
Муніципалітет складається з таких парафій: 

## Релігія
Баррейрос входить до складу Лугоської діоцезії Католицької церкви.